# Jan de Roos (artiest)
Jan de Roos (Siegerswoude, 23 november 1896 – Groningen, 13 december 1979) was een Groninger straatartiest.
De Roos - in de stad Groningen ook Jan Roos genoemd - was tot zijn overlijden een begrip in Groningen, Friesland en Drenthe. Getooid met slipjas, hoge hoed, kettingen en medailles trok hij zingend van dorp tot dorp. Hij had een wandelstok waarmee hij zijn strofen kracht bijzette en omstanders op afstand hield. Hij boog af en toe diep door de knieën om zijn hoge halen te benadrukken en zong met een onnavolgbaar vibrato. "Ik tril graag", vertrouwde hij in die jaren een verslaggever toe, "En dat door de knieën gaan, dat doe ik voor de reclame. Als je van die buigingen maakt moeten ze wel kijken".

## Levensloop
De Roos werd geboren als zoon van de koopman en landarbeider Sjoerd de Roos en Geertje Jongsma. Het gezin dat op een boerderijtje woonde, telde elf kinderen. Na een ongeval in militaire dienst werd Jan vanwege psychische schade afgekeurd; hij ontving daarvoor een invaliditeitsuitkering. Hij huwde te Bedum in 1931 de 18-jarige dienstbode Siebrigje Dorst (1912-1982) uit Bedum, die zich in augustus 1941 van hem liet scheiden en later hertrouwde. Het echtpaar kreeg vijf kinderen, die door de Kinderbescherming elders werden geplaatst. Na werkzaam te zijn geweest als landarbeider werd Jan scheepsbouwarbeider te Waterhuizen, daarna grondwerker te Woltersum, waar hij in de werkverschaffing terecht kwam.
Zijn carrière als straatzanger begon in Ureterp in 1927. Zijn collega's in de werkverschaffing moedigden hem later aan komische dansjes als de hynderdûns (paardendans) te maken en operaliederen te zingen, deels om hem belachelijk te maken. Bij voorkeur zong hij achter de kruiwagen liederen van Verdi en Beethoven die hij had gehoord op de radio, verder enkele christelijke liederen. De burgemeester van Ten Boer, zo zei hij later, had zijn talent ontdekt. Sindsdien noemde hij zich "Kunstenaar met een grote K". Hij merkte dat hij ondanks zijn "ongeschooldheid als klassieke zanger" met het nodige theater de kost kon verdienen. De jaren in de werkverschaffing waren traumatisch voor hem. "Laat anderen maar met de schop werken, ik pak hem nooit weer op", zei hij later.
Jan de Roos zong op straat in de stad Groningen, maar ook elders in de noordelijke provincies, onder andere op markten en kermissen en bij steunkantoren, tot in Amsterdam, Leiden en Enschede. Hierdoor was hij telkens wekenlang van huis. Enkele zelfgemaakte liedjes waarin hij de ellende uit de crisistijd bezong, bezorgden hem een zekere populariteit, met name in Duurswold. Zijn voorkeur ging uit naar de opera. Dankzij een breukoperatie werd zijn zang beter verstaanbaar; zijn repertoire bleef echter beperkt. Ook na de Tweede Wereldoorlog voorzag hij met zijn optredens in zijn levensonderhoud. Op 3 september 1952 vierde hij zijn 25-jarig artiestenjubileum in Drachten, dat waar een dubbelganger van Prins Bernhard hem tot 'grootofficier in de orde van de zangers' benoemde.
Hij reisde doorgaans per bus, maar betaalde naar verluidt zelden voor een kaartje. Her en der kreeg hij medailles, onderscheidingen en diploma's die hij op zijn slipjas mee torste. Ook loodjes van rookworsten droeg hij op zijn jas. Willem Duys ontving hem in 1970 als lokale curiositeit in zijn televisieprogramma Voor de vuist weg, waar het publiek zich om hem vermaakte, waarna Duys hem twee medailles opspeldde.
De meningen over zijn kwaliteiten als performer waren verdeeld. Sommigen vonden het niets, anderen zagen hem als een kleurrijk fenomeen. De Groninger onderwijsinspecteur en dichter Jan Boer gaf in 1965 in het Nieuwsblad van het Noorden een liefdevolle beschrijving in het Gronings van Roos' zangstijl, die hij met trillende leeuwerikenzang vergeleek. Tekenaar Nico Visscher maakte er illustraties bij die de zanger in kenmerkende poses afbeeldden.
In november 1967 werd een expositie met werk van Sjouke Heins, Gert Siks, Wim van Veen, Olga Wiese en Henri de Wolf geopend door Jan Roos. Roos kreeg daar het door de exposerende kunstenaars vervaardigde stripboek What happened to baby John aangeboden, met als hoofdpersoon Jan Roos, het zingend symbool van ludieke glorie en feestelijke creativiteit.
Zelf was Jan de Roos overtuigd van zijn zangtalent; hij beschouwde zichzelf als voortzetter van een traditie met Groningse straatzangers als Prummedroad en Deessie. Hij woonde later in een kosthuis in de Groningse wijk Oosterpoort, waar zijn hospita en haar man zich over hem ontfermden. In het telefoonboek stond hij een tijdlang vermeld als "Roos, J. de, zanger, Verlengde Nieuwstraat 16b". Dat was volgens hem fout: "Het moet zijn: Gróót Zanger en verder ook: Zijne Excellentie Jan de Roos". Hij werd geregeld uitgelachen, maar hij trok zich daar naar eigen zeggen niets van aan, omdat hij het deed "voor de kunst" en genoot van het zingen. Wie zijn talenten miskende door hem kopergeld te geven, kon rekenen op een woede-uitbarsting. Met straatjongens die hem pestten, ontstond vaak een kat-en-muis-spel, waarbij hij hen met opgeheven stok achterna zat. Aan de jeugdcultuur van de jaren zestig had hij een hekel. "Ik praat ook helemaal niet met langharigen, mag van m'n geloof niet, maar ik moet er ook helemaal niks van hebben", zei hij in een interview. Op latere leeftijd was hij voornamelijk in de Herestraat te Groningen te vinden. De meeste onderscheidingen liet hij voortaan thuis om niet te zwaar beladen te raken.
Jan de Roos was gelovig en bezocht regelmatig de bijeenkomsten van het Leger des Heils in nette burgerkleding.
Oktober 1975 beëindigde hij zijn artiestenloopbaan. Daarna trad hij nog sporadisch op, onder andere bij een protestactie tegen het woningbeleid van de gemeente Opsterland. In 1979 later overleed hij op 83-jarige leeftijd in het Groningse Treslinghuis, na een langdurige ziekenhuisopname. Zijn lievelingskettingen hield hij op ook toen hij in het ziekenhuis lag. Hij werd behangen met zijn sieraden begraven in Ureterp. Commandant François Favre van het Leger des Heils te Groningen hield de afscheidsrede. Behalve familie, bekenden en heilsoldaten was slechts een handjevol belangstellenden uit Groningen aanwezig.

## Nagedachtenis
Na zijn dood ijverde het comité 'Beeld voor Jan Roos' onder leiding van VVV-directeur Jan Kappenberg en enkele middenstanders voor de oprichting van een standbeeld in de Herestraat, hetgeen aanleiding gaf tot een felle discussie. Kappenberg noemde De Roos "de personificatie van Groningen". Burgemeester Harm Buiter, die het startschot moest geven, bleek echter niet enthousiast. Oud-hoofdredacteur Ger Vaders van het Dagblad van het Noorden hekelde in een column "de morsige figuur met de nepmedailles en grogstem". Uiteindelijk wisten de initiatiefnemers de benodigde gelden niet bij elkaar te krijgen. Een bronzen miniatuurbeeld dat beeldhouwer Wladimir de Vries als voorstudie maakte, bevindt zich in het Groninger Museum. Ook de jonge beeldend kunstenaar Jan Wagensfeld (1954-2004) probeerde in 1980 de opdracht binnen te halen. In 1981 deed hij een nieuwe poging, middels de door hem opgerichte vereniging 'Jan de Roos in beeld'. Het gipsportret dat hij als voorstudie maakte, werd in 2011 aan het Museum overgedragen.
In 1995 werd de Stichting Jan Roos opgericht (een samenwerkingsverband van de Stichting Stiel en De Noorder Constructie), die geïnspireerd door zijn nagedachtenis de theatervoorstellingen 'De engel en de duizend doden' (1997) en 'Halte Vechtstraat' (2001) organiseerde. Hierin speelden langdurig werklozen de hoofdrol.